# Sân bay quốc tế Yangon

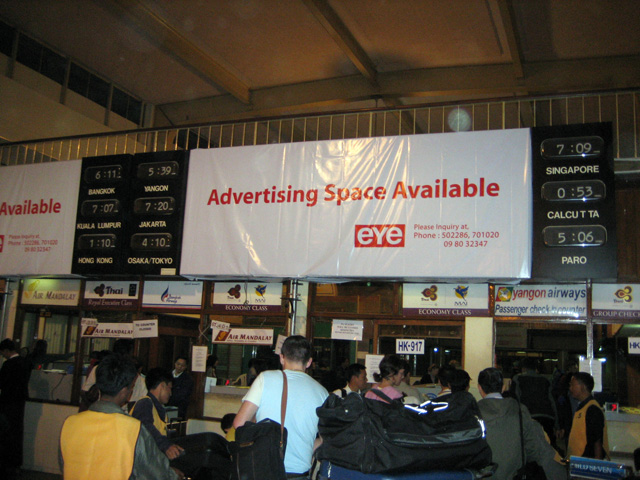
Cổng ra tại sân bay quốc tế Yangon

Sân bay quốc tế Yangon (IATA: RGN, ICAO: VYYY) là một sân bay tại Mingaladon Township, Yangon của Myanmar.
Sân bay nằm ở Mingaladon, 15 km về phía bắc trung tâm Yangon, là sân bay hàng đầu và tấp nập nhất Myanmar.

## Các hãng hàng không hoạt động
| Hãng hàng không               | Các điểm đến | Nhà ga        |
| ----------------------------- | --- | ------------- |
| AirAsia                       | Kuala Lumpur–International, Penang (từ 22/3/2016) | Quốc tế       |
| Air Bagan                     | Bagan, Dawei, Heho, Kawthaung, Kalaymyo, Kyaing Tong, Lashio, Myeik, Mandalay, Myitkyina, Naypyidaw, Pathein, Putao, Sittwe, Tachilek, Thandwe                                            | Nội địa       |
| Air Bagan                     | Chiang Mai | Quốc tế       |
| Air China                     | Bắc Kinh-Thủ đô, Chengdu, Kunming | Quốc tế       |
| Air India                     | Delhi (ngưng từ 22/3/2016), Gaya, Kolkata | Quốc tế       |
| Air KBZ                       | Bagan, Dawei, Heho, Kalaymyo, Kawthaung, Kyaing Tong, Lashio, Mandalay, Myitkyina, Naypyidaw, Sittwe, Thandwe                                                                             | Nội địa       |
| Air KBZ                       | Chiang Mai | Quốc tế       |
| Air Mandalay                  | Bagan, Heho, Mandalay, Myitkyina, Sittwe | Nội địa       |
| All Nippon Airways            | Tokyo-Narita | Quốc tế       |
| Asian Wings Airways           | Bagan, Dawei, Heho, Kawthaung, Kyaing Tong, Mandalay, Myeik, Tachilek | Nội địa       |
| Asiana Airlines               | IncheonSeoul-Incheon (ngừng từ 1/3/2016) | Quốc tế       |
| APEX Airlines                 | Dawei, Kawthaung, Myeik, Naypidaw | Nội địa       |
| Bangkok Airways               | Bangkok-Suvarnabhumi, Chiang Mai | Quốc tế       |
| Bassakaair                    | Thuê chuyến: Phnom Penh | Quốc tế       |
| Biman Bangladesh Airlines     | Dhaka | Quốc tế       |
| China Airlines                | Đài Bắc-Đào Viên | Quốc tế       |
| China Eastern Airlines        | Kunming, Nanning | Quốc tế       |
| China Southern Airlines       | Guangzhou | Quốc tế       |
| Dragonair                     | Hong Kong | Quốc tế       |
| FMI Air                       | Bagan, Heho, Kyaukphyu, Mandalay, Naypyidaw, Sittwe | Nội địa       |
| Golden Myanmar Airlines       | Bagan, Heho, Mandalay, Naypyidaw, Thandwe | Nội địa       |
| Golden Myanmar Airlines       | Theo mùa: Gaya, Kolkata | Quốc tế       |
| HK Express                    | Hong Kong (từ 1/9/2016) | International |
| Jetstar Asia Airways          | Singapore | Quốc tế       |
| Korean Air                    | Seoul-Incheon | Quốc tế       |
| Mann Yatanarpon Airlines      | Mandalay, Bagan, Heho, Thandwe, Kengtung, Tachilek, Myitkyina | Nội địa       |
| Malaysia Airlines             | Kuala Lumpur–International | Quốc tế       |
| Myanmar Airways International | Mandalay | Nội địa       |
| Myanmar Airways International | Bangkok-Suvarnabhumi, Guangzhou, Kuala Lumpur–International, Kunming, Busan, Fukuoka, Ibaraki, Kagoshima, Kumamoto, Nagasaki, Okinawa, Osaka, Taipei-Taoyuan, Tokyo-Narita Theo mùa: Gaya | Quốc tế       |
| Myanmar National Airlines     | Dawei, Heho, Kawthaung, Kyaukphyu, Khamti, Kyaing Tong, Loikaw, Lashio, Mandalay, Mawlamyaing, Myeik, Myitkyina, Naypyidaw, Nyaung U, Pathein, Putao, Sittwe, Tachilek, Thandwe           | Nội địa       |
| Myanmar National Airlines     | Bangkok-Suvarnabhumi, Chiang Mai (từ ngày 26/2/2016), Hong Kong, Singapore | Quốc tế       |
| Nok Air                       | Bangkok-Don Mueang | Quốc tế       |
| Nok Air Vận hành bởi Nok Mini | Mae Sot | Quốc tế       |
| Novoair                       | Dhaka | Quốc tế       |
| Qatar Airways                 | Doha | Quốc tế       |
| SilkAir                       | Mandalay, Singapore | Quốc tế       |
| Singapore Airlines            | Singapore | Quốc tế       |
| Tigerair                      | Singapore | Quốc tế       |
| Thai AirAsia                  | Bangkok-Don Mueang | Quốc tế       |
| Thai Airways                  | Bangkok-Suvarnabhumi | Quốc tế       |
| Thai Smile                    | Bangkok-Suvarnabhumi | Quốc tế       |
| Vietjet Air                   | Tp Hồ Chí Minh, Hà Nội | Quốc tế       |
| Vietnam Airlines              | Hà Nội, Tp Hồ Chí Minh | Quốc tế       |
| Yangon Airways                | Bagan, Dawei, Heho, Kyaing Tong, Mandalay, Myeik, Myitkyina, Naypyidaw, Tachilek | Nội địa       |

### Hàng hóa
| Hãng hàng không      | Các điểm đến |
| -------------------- | ------------ |
| ATRAN Cargo Airlines | Moscow       |